# Куличка (Лебединский район)
Куличка (укр. Куличка) — село,
Будильский сельский совет,
Лебединский район,
Сумская область,
Украина.
Код КОАТУУ — 5922981205. Население по переписи 2001 года составляло 112 человек.

## Географическое положение
Село Куличка находится на берегу реки Будылка,
выше по течению на расстоянии в 1 км расположены сёла Топчии и Тимофеевка,
ниже по течению на расстоянии в 1,5 км расположено село Будилка.
На реке небольшие запруды.
Рядом проходит автомобильная дорога Т-1918.

## Экономика
- Молочно-товарная ферма.